# فهرست دریانوردان مشهور
نام دریانوردان نامدار جهان: 
- لایف اریکسون
- پدرو آلوارز کابرال
- بارتولومئو دیاس
- کریستف کلمب
- فردیناند ماژلان
- پیری رئیس
- رابین ناکس-جانستون
- ژنگ هه
- جیمز کوک
- ساتاسپ
- هیدراسپ
- الن مک‌آرتور
- فرانسیس دریک
- فرانسیس چیچستر
- جیمز کوک
- فرانسیس ژویون
- ابن ماجد
- واسکو دا گاما
- تور هیردال
- جوانی سولدینی
- توما کوویل